# 宽永通宝
宽永通宝（日语：／〔〕／ Kaneitsūhō），日本江户时代的一种銅錢，铸行于1626年至1868年间，銅製和黃銅製的寬永通寶使用到1953年。

## 概述

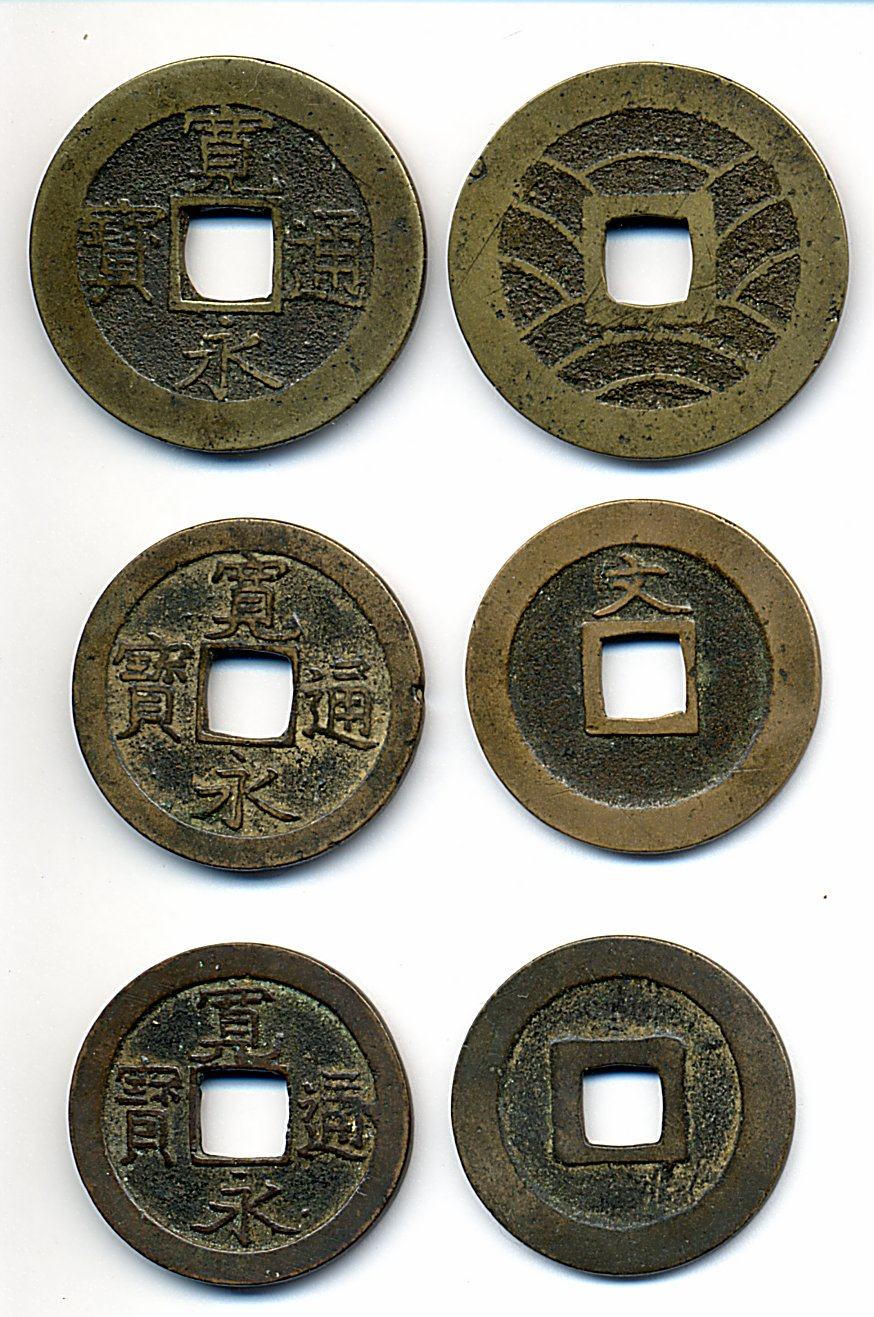
寛永通宝。上：背面刻有波紋的4文銅錢、中：1文文錢、下：一般的1文銅錢

寬永通寶形狀為方孔錢，面值有4文與1文兩種，正面皆刻「寬永通寶」，背面4文有波紋，1文則無，1文背面部分有记局字。寬永通寶多為庶民小額消費使用，大額消費使用小判與丁銀，因為江户时代同時存在金、銀、銅本位貨幣，稱為「兩替商」的匯兌機構盛行。

## 歷史

### 發行
江戶幕府成立後，幕府設立金座、銀座，發行、統一金銀幣，銅錢部分則於1606年发行慶長通寶，但慶長通寶只在江戶為主的東國地區和京都流通，丰臣氏所统治大阪仍使用各種外地流入貨幣。另外各大名在領地私鑄銅錢但現象依舊存在，幕府必須多次發布撰錢令禁止私鑄，對外貿易也導致銅錢大量流出，導致幕府意識到必須發行全國統一的銅錢，解決銅錢不足、混亂的問題。
在寛永3年 (1626年)常陸國商人佐藤新助在幕府和水戶藩許可下鑄造第一批寬永通寶，但當時仍非官方貨幣，佐藤新助死後停止鑄造。寛永13年 (1636年)5月5日，幕府宣布於6月1日發行寬永通寶，幕府一度打算禁止舊錢流通，但是因為長州藩和薩摩藩反對，以及幕府沒有足夠銅礦鑄造足量寬永通寶，因此暫時允許使用舊錢，1637年4月以確保寬永通寶的鑄造材料為由，開始禁止出口銅，包括銅錢，並持續到1646年，改為保護性商品。

### 演變
寛永13年6月幕府在江戶設錢座，開始鑄造寬永通寶，從1636~1659年鑄造的寬永通寶被稱為古寬永，主要的鑄造廠是幕府所屬的江戶和近江坂本的錢座，但水戶、仙台、松本、三河吉田、高田、岡山、長州、岡等藩也經幕府許可設立錢座鑄造錢幣。寬永通寶發行之後因為迅速普及導致通貨膨脹，1640年幕府宣布停止鑄造，直到1653年恢復鑄造。
1659年以後鑄造的寬永通寶被稱為新寬永，此時日本已完全將輸入中國銅錢替換為日本自行鑄造的貨幣。不同時期寬永通寶的質量不一，主要受當時日本同時使用金、銀、銅錢三種金屬貨幣，當金、銀貨幣鑄造品質下降，導致原料礦價升高，銅錢品質也隨之下降，另外銅錢不足時也會犧牲銅錢品質增加發行量。當時中國的清朝也輸入寬永通寶使用。
18世紀因為銅礦不足、價格升高，於1738年開始鑄造鐵製寬永通寶，但是不受歡迎。1768年又發行黃銅製寬永通寶，並將面額定為4文，許多物品改以4的倍數定價，並出現類似今日百元商店的「四文屋」。
日本開港之後與美國協定1銀元兌換銅錢4697文，但在中國1銀元僅兌換銅錢800~1000文，導致外國人大量將銅錢輸出日本轉運至中國。為了與之對抗幕府以鐵製1文寬永通寶和天保通宝換回銅製寬永通寶，定價為銅製寬永通寶1貫=鐵製寬永通寶1貫548文，並為此鑄造52萬貫鐵製寬永通寶。
1861年甚至發行鐵製四文寬永通寶，但與鐵製一文寬永通寶一樣不受歡迎。1867年幕府不再管控貨幣兌換價格，交由市場自由運作，當時兌換價為鐵製寬永通寶1文=銅製寬永通寶4文或黃銅製四文寬永通寶12文。

### 明治以降
進入明治维新後，1868年政府為了應對銅錢流出，增加銅錢價值，宣布鐵製寬永通寶1文可兌換銅製寬永通寶12文或黃銅製四文寬永通寶24文。1871年日本製定新貨條例，訂立圓‧錢‧厘的貨幣體制，並公告寬永通寶價格為：
- 銅製一文=1厘
- 黃銅製四文=2厘
- 鐵製一文=1/16厘
- 鐵製四文=1/8厘

其中銅製一文與黃銅製四文寬永通寶因為政府鑄造的一厘貨幣稀少，在市面上仍有流通量，被稱為「一厘錢」和「二厘錢」。鐵製寬永通寶於1873年被宣告失去貨幣效力，但仍被使用至1897年貨幣法施行前。1897年貨幣法實施之後寬永通寶使用逐漸減少，厘的支付大多以火柴、紙張等日用品取代，1916年租稅方面正式宣布放棄厘，一般商貿隨之跟進，「一厘錢」和「二厘錢」成為無用貨幣，但銀行結算時仍將寬永通寶視為最小貨幣單位。
寬永通寶在法律上正式宣告停用是在1953年頒布的小額通貨整理法，至此江戶時代發行的貨幣才在法律上失去其效力。